# なごやの女
「なごやの女」（なごやのひと）は、北島三郎のシングル。1971年3月25日に日本クラウンから発売された。

## 概要
- 通称「女（ひと）シリーズ」[2] [3] [4]と呼ばれる内の一曲であり、1番には広小路、2番にはかきつばた・名古屋帯、3番には庄内川が登場する。
- 2004年にリリースされた「【函館の女】〜女シリーズ〜その女をたずねて」[5]、2007年にリリースされた「その女をたずねて〜函館から沖縄まで〜」[6]にも収録されている。

## 収録曲
1. なごやの女
作詞：星野哲郎、作曲：島津伸男、編曲：重松岩雄
2. 親子の拳
作詞：南沢純三、作曲・編曲：島津伸男